# Flumetrin
Flumetrin je piretroidni insekticid. Uporablja se ga zunanje v veterinarski medicini proti parazitskim žuželkam, zlasti klopom, pri govedu, ovcah, kozah, konjih, psih in mačkah ter za zdravljenje parazitskih pršic v čebeljih družinah.

## Kemija
Flumetrin je kompleksna zmes stereoizomerov. Molekula vsebuje tri asimetrične ogljikove atome. Ima cis-trans-izomerijo na ciklopropanskem obroču in na dvojni vezi med atomoma ogljika v alkenu. Tako obstaja 16 različnih izomerov. Komercialni flumetrin običajno vsebuje 92 % trans-izomerov na ciklopropanskem obroču in cis-konfiguraciji na olefinski dvojni vezi C=C in pa 8 % cis-izomera na ciklopropanskem obroču in cis-konfiguraciji na olefinski dvojni vezi C=C.

## Uporaba
Flumetrin se uporablja v izdelkih, kot so ovratnice proti bolham in klopom za zaščito hišnih ljubljenčkov. Primer tega je ovratnica Foresto podjetja Bayer.
Uporablja se tudi v lastniških izdelkih, npr. v Bayvarolu, ki je veterinarsko zdravljenje, ki ga uporabljajo čebelarji proti parazitski pršici Varroa destructor.